# NGC 3767
NGC 3767 é uma galáxia lenticular (SB0) localizada na direcção da constelação de Leo. Possui uma declinação de +16° 52' 39" e uma ascensão recta de 11 horas, 37 minutos e 15,5 segundos.
A galáxia NGC 3767 foi descoberta em 17 de Março de 1831 por John Herschel.